# Muzeul Breslelor „Incze László”
Muzeul Breslelor „Incze László” este un muzeu național din Târgu Secuiesc, amplasat în Str. Curtea nr. 10. 
Primul muzeu în Târgu Secuiesc a fost înființat în perioada interbelică de avocatul Ödön Dienes. A fost însă un muzeu care a funcționat doar nouă ani. În anul 1941, muzeul, care număra peste douăzeci de mii de exponate, a fost lichidat. Perioada după cel de al doilea război mondial nu a fost deloc favorabilă redeschiderii unui muzeu. 
Abia în 1969, când se aniversau 120 de ani de la moartea eroului pașoptist Áron Gábor, s-a profitat de ocazie și s-a înființat un nou muzeu, la inițiativa Comitetului Județean de Cultură de atunci și a Muzeului Județean Covasna (Muzeul Național Secuiesc de azi). Astfel, chiar pe terenul unde a fost turnătoria de tunuri, în casa Turóczi, în două din camerele sale, s-a deschis o expoziție permanentă. Într-o cameră a fost expusă colecția de obiecte referitoare la momentul istoric 1848–49, colecție din fondul Muzeului Județean, iar în cealaltă, obiecte care încercau să refacă istoria breslelor și a asociațiilor meșteșugărești. Acestea au fost expozițiile prin care s-au pus bazele muzeului de astăzi. După vernisajul expoziției și ca urmare a impactului pe care aceasta l-a avut în rândul vizitatorilor, a ieșit la iveală faptul că meseriașii și urmașii lor din zonă se află în posesia unui valoros material documentar, care ar putea îmbogăți colecțiile micului muzeu din Târgu Secuiesc. De colectarea și expunerea obiectelor cu valoare de document s-a ocupat profesorul de istorie László Incze. În anul 1970, acestuia i-a fost recunoscută calitatea de muzeograf și i s-a încredințat conducerea secției cu expoziția permanentă din casa Turóczi. 
În 1971, muzeul înființat de numai doi ani a primit un nou spațiu, în clădirea Primăriei, un imobil construit în 1857, fapt ce a dus la intensificarea eforturilor de colecționare a obiectelor. Paralel cu strângerea obiectelor, s-au declanșat și lucrări de transformare și reamenajare a spațiilor clădirii, pentru a răspunde cerințelor muzeistice. 
Muzeul actual al orașului Tg. Secuiesc a fost inaugurat la 3 martie 1972 ca o secție a Muzeului Județean. Expozițiile permanente ale noului muzeu au menirea de a oferi vizitatorului un tablou cât mai expresiv despre trecutul orașului Târgu Secuiesc, cu secvențele care îi definesc identitatea și i-au marcat istoria: meșteșugurile pe care localnicii (tâmplari, cojocari, olari, cizmari, pantofari, tăbăcari, fierari, turtari, măcelari, pălărieri, croitori) le-au transmis din tată în fiu și care au devenit cea mai prețioasă tradiție a orașului și documentele care depun mărturie despre implicarea orașului în revoluția din 1848–49.
Muzeul Breslelor are și o secție etnografică care expune renumita colecție a păpușilor „Zsuzsi și Andris”, îmbrăcate în haine populare specifice regiunilor țării noastre.

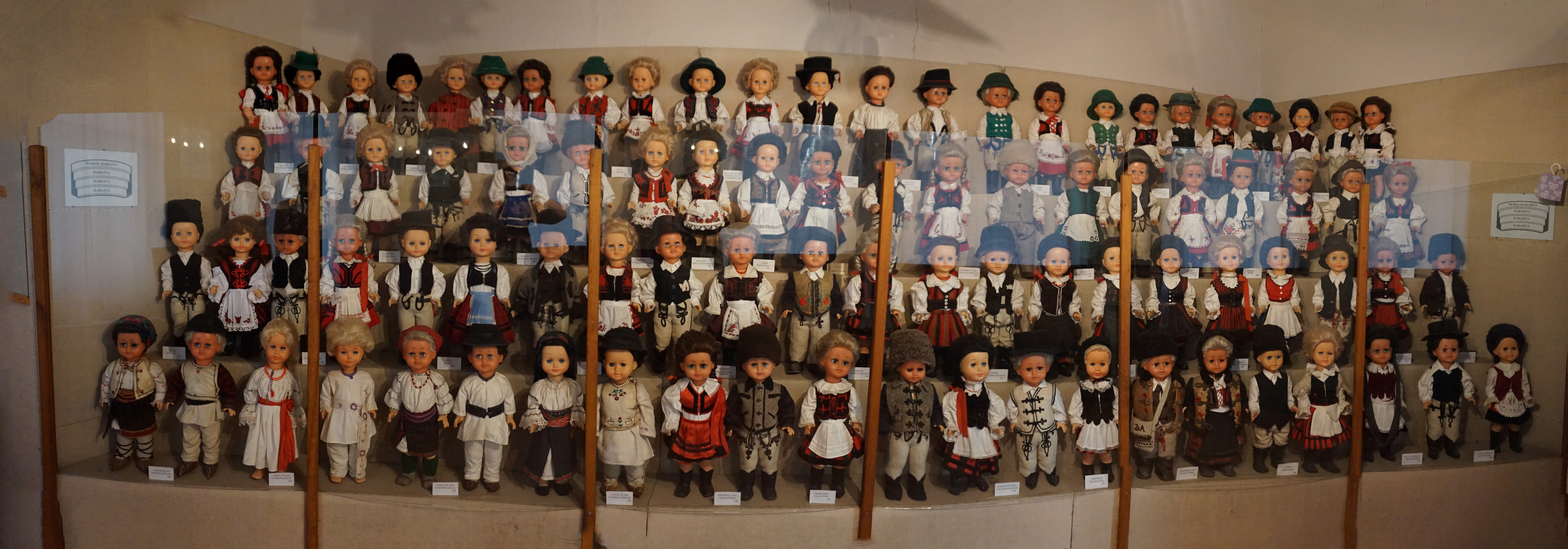
Expoziția de păpuși
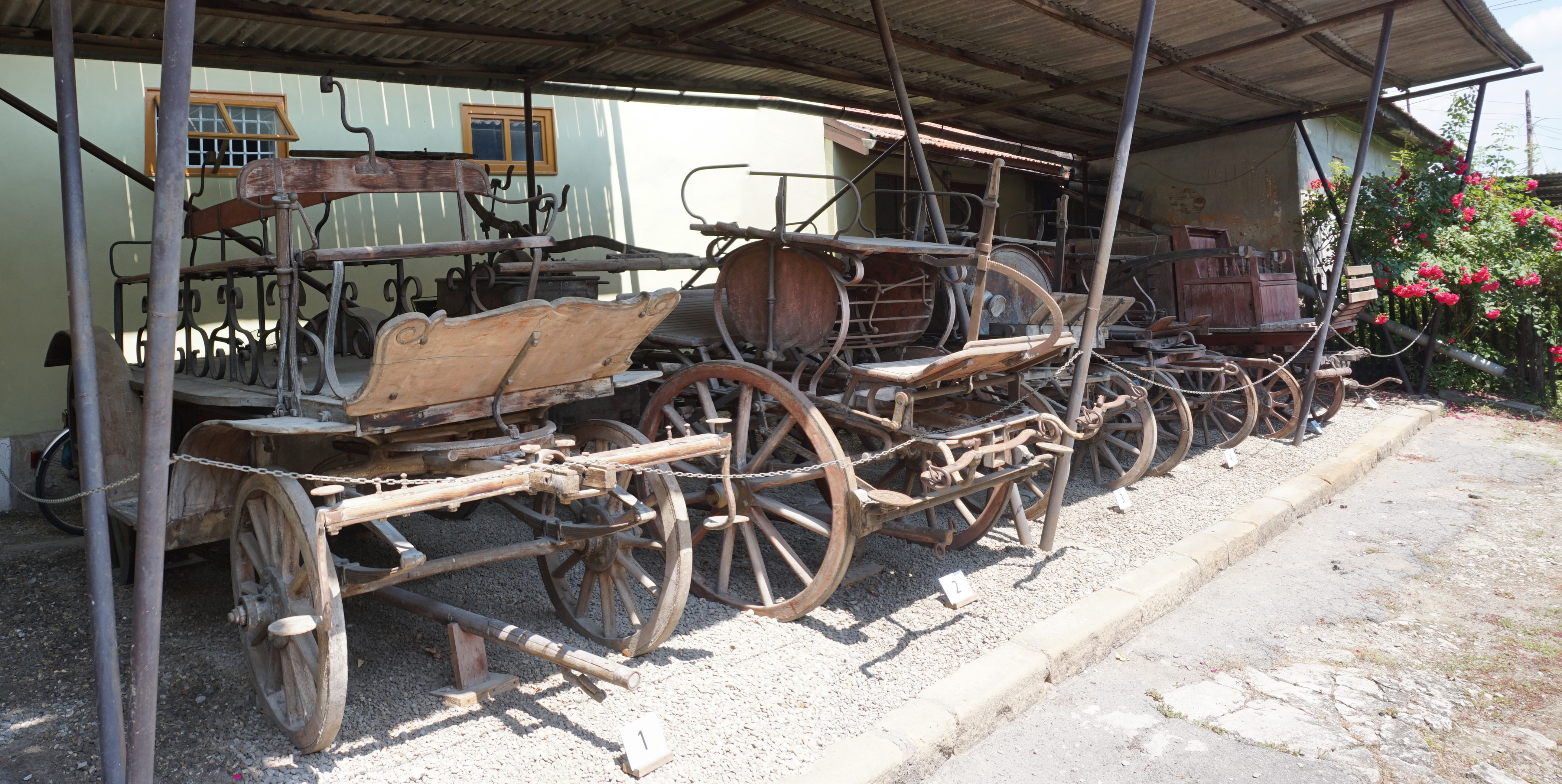
Expoziția de tehnică pentru pompieri
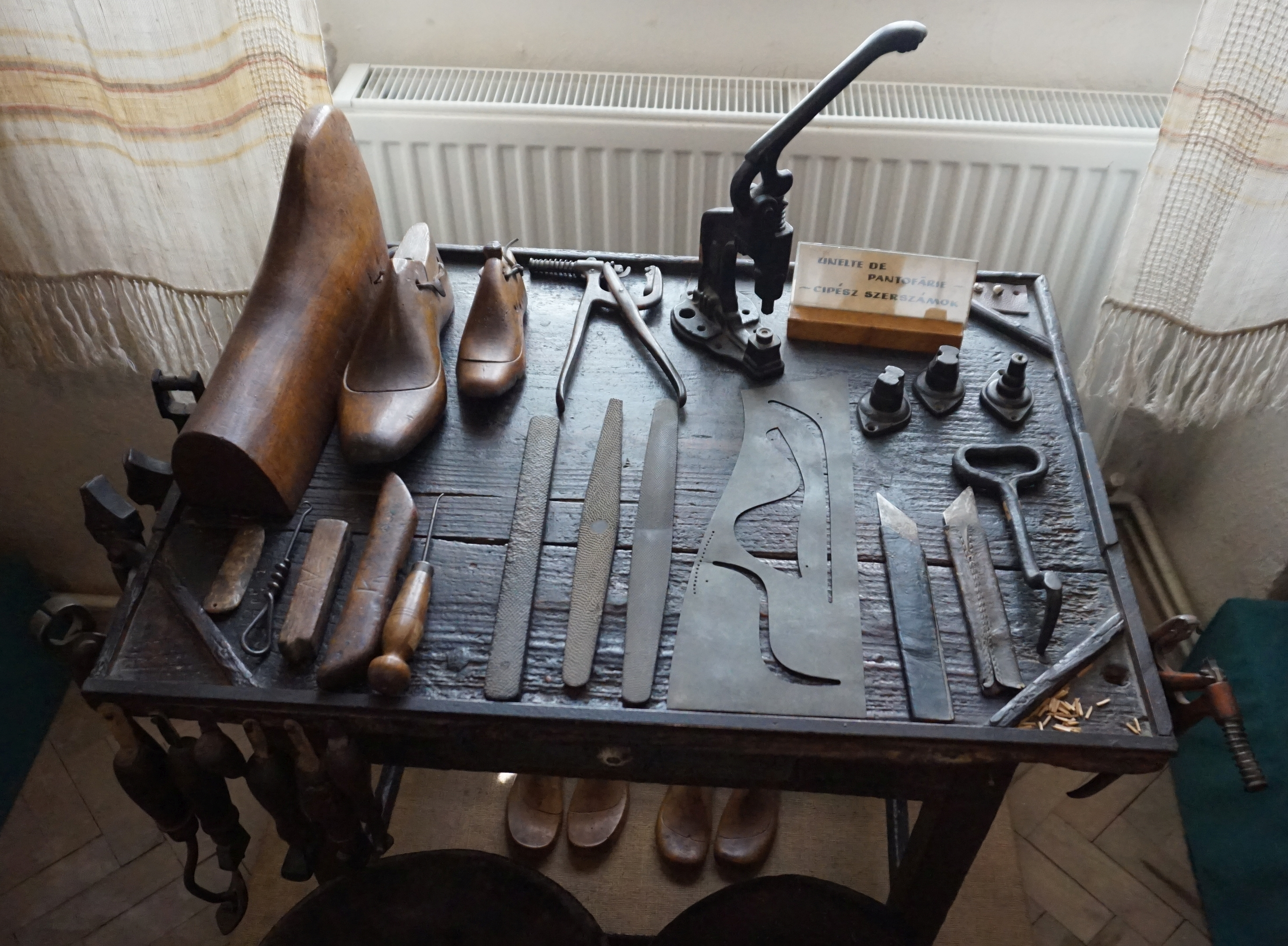
Unelte ale pantofarilor
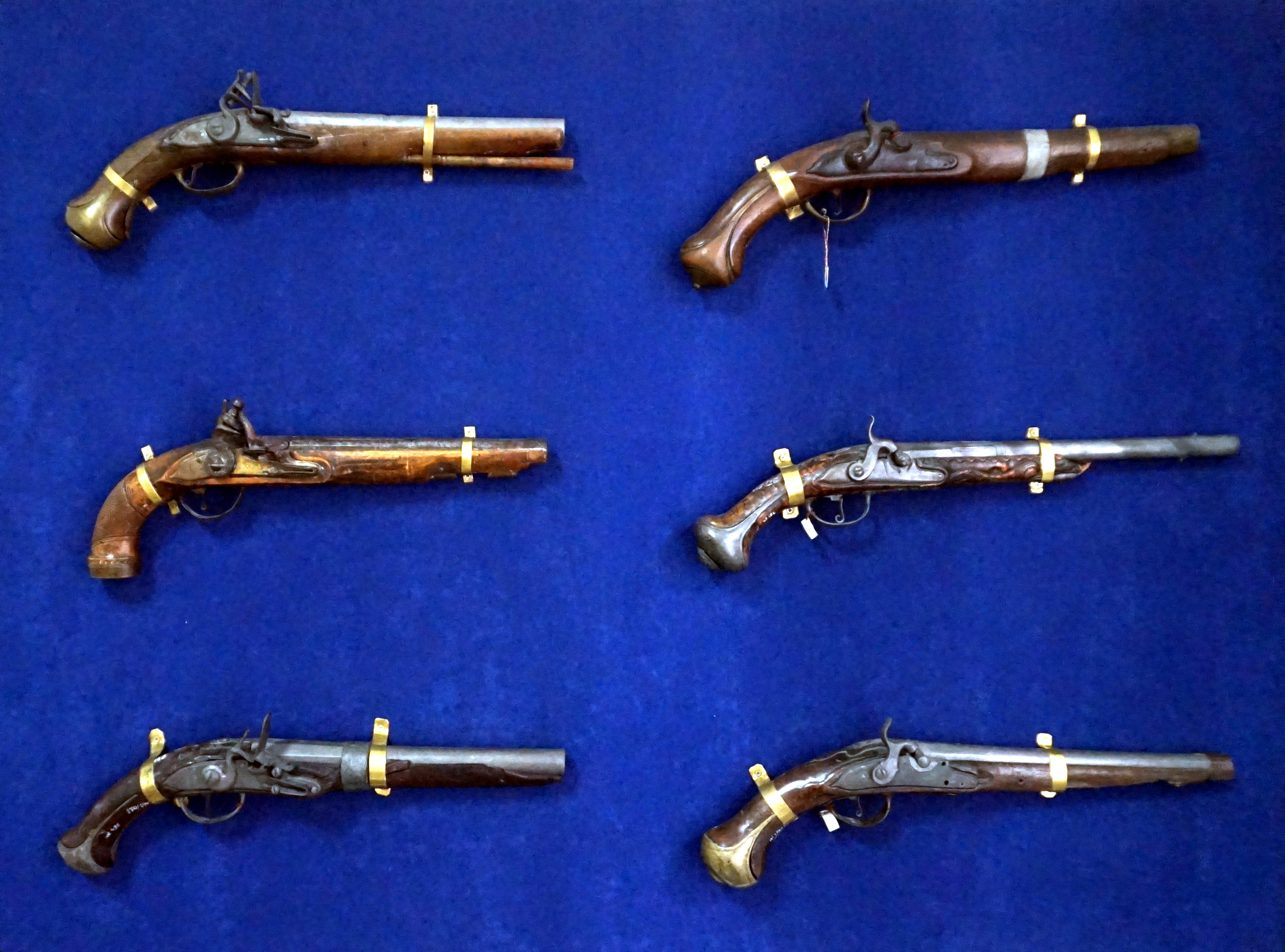
Pistoale cu cremene
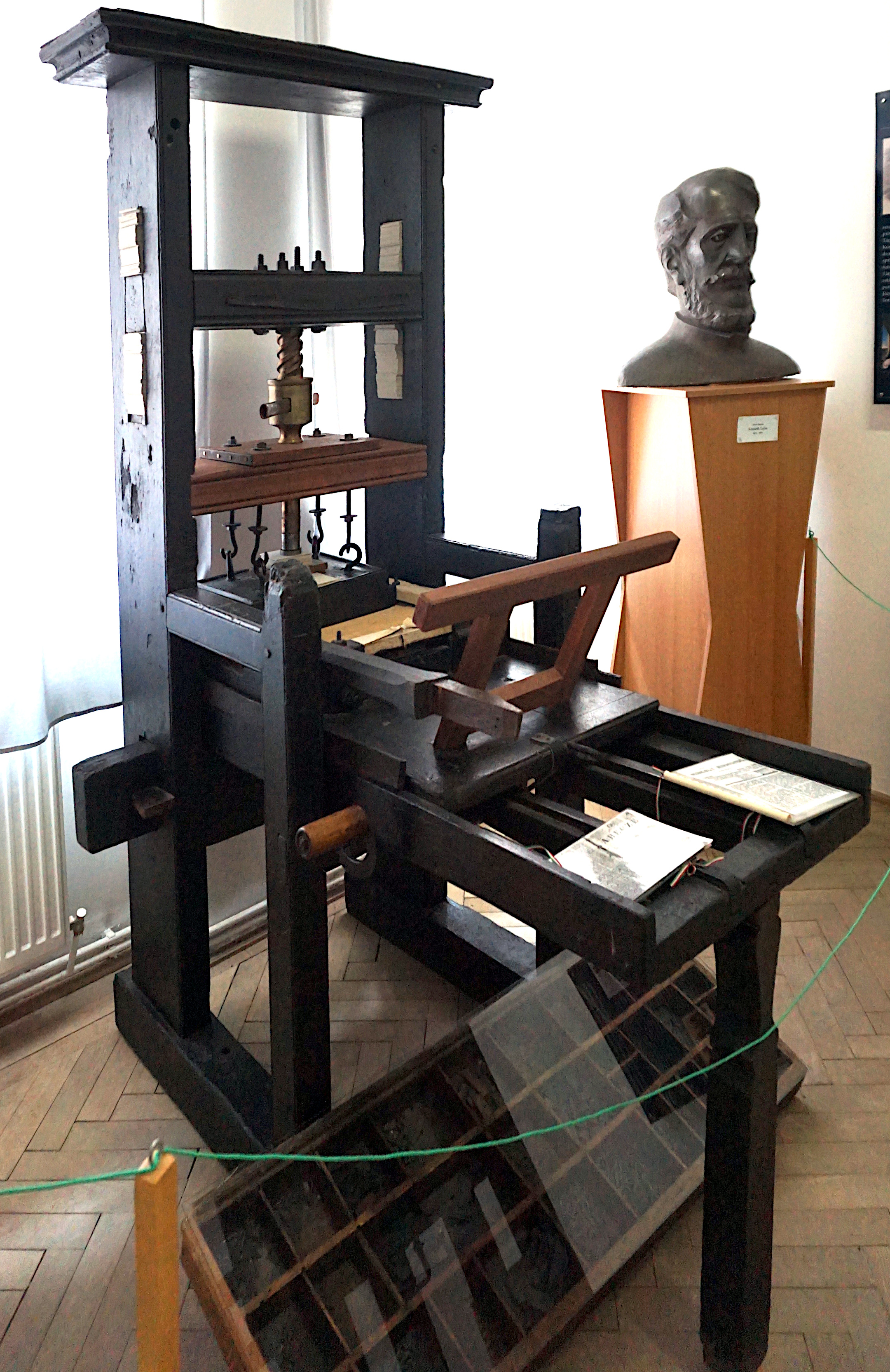
Tiparniță
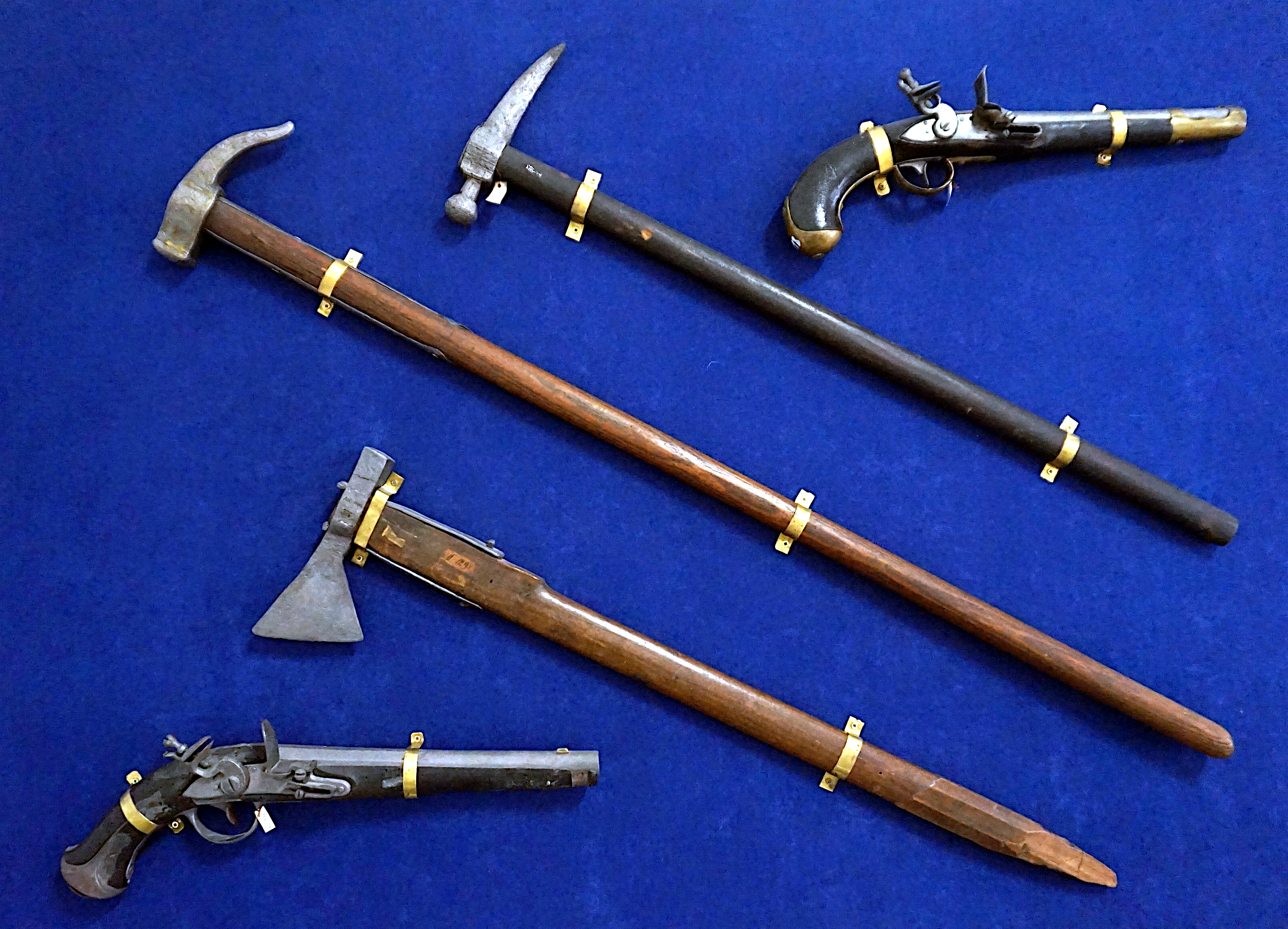
Topoare și arme de foc mici
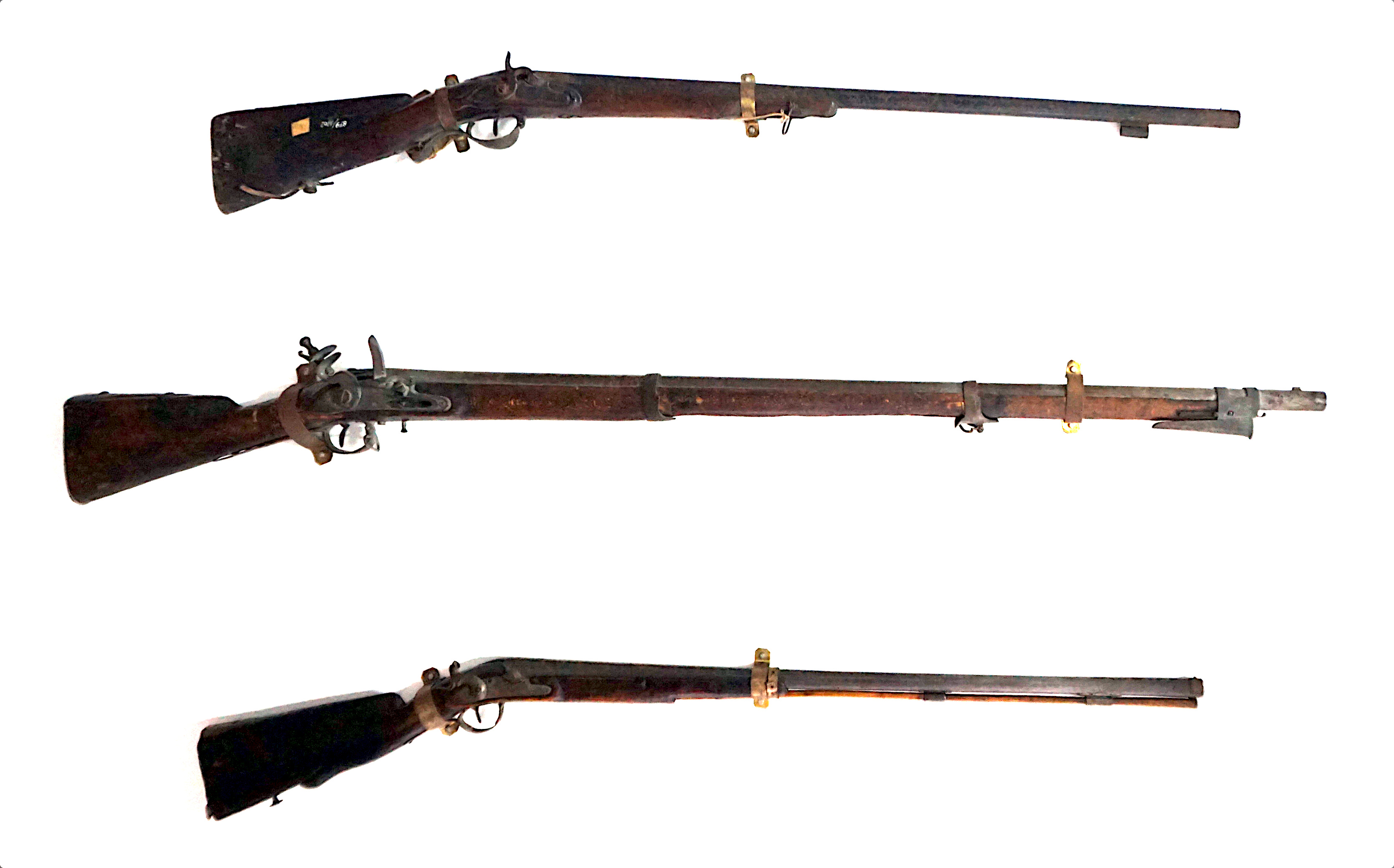
Puști cu cremene
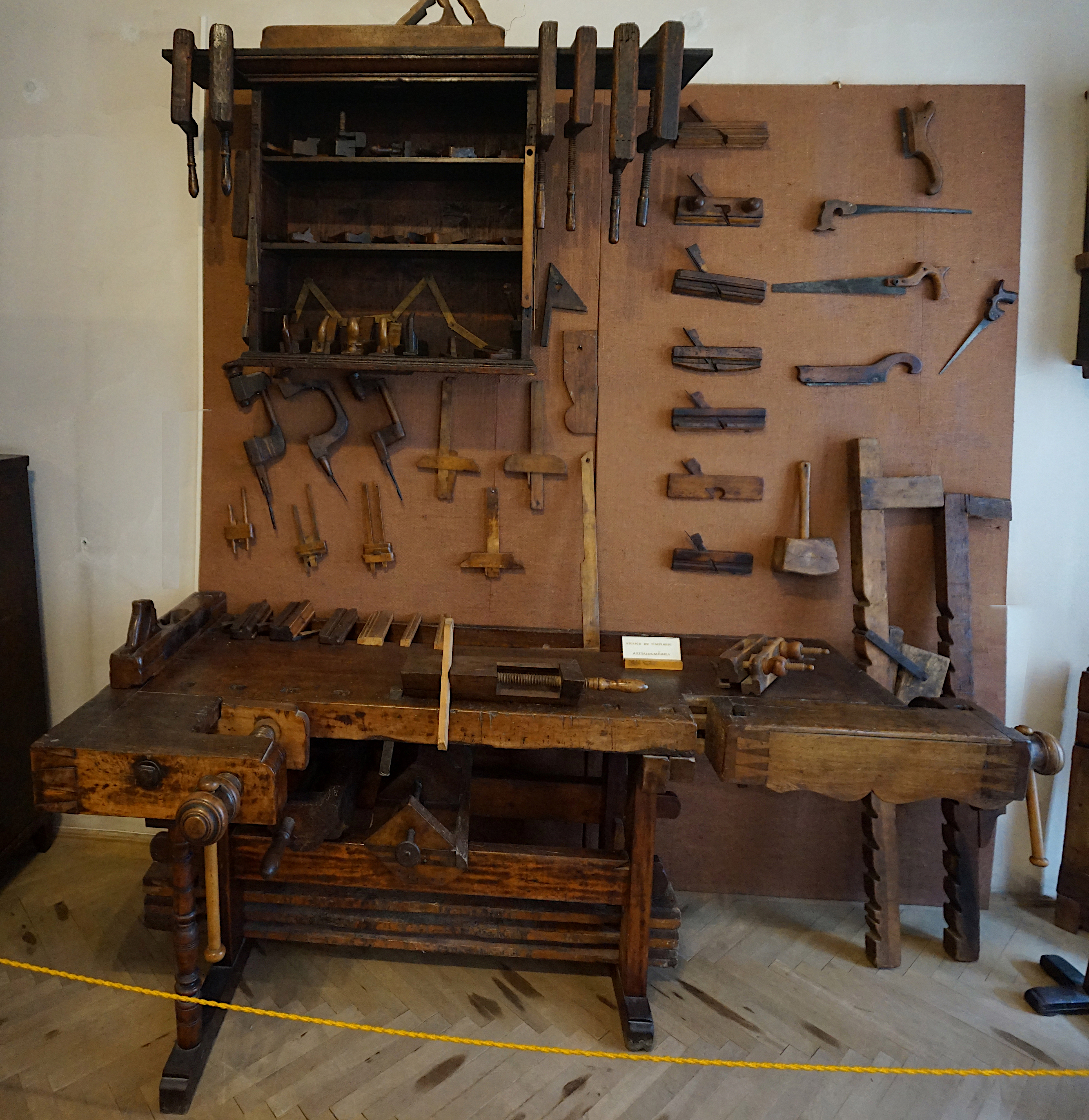
Unelte ale tâmplarilor